# Desa Padas (administrativ by i Indonesien, Jawa Tengah, lat -7,64, long 110,61)
Desa Padas är en administrativ by i Indonesien.   Den ligger i provinsen Jawa Tengah, i den västra delen av landet, 400 km öster om huvudstaden Jakarta.